# 特選大山おいしい牛乳
特選大山おいしい牛乳（とくせんだいせんおいしいぎゅうにゅう）は、大山乳業農業協同組合の牛乳のブランド名である。

## 概要
鳥取県産の特に乳質の優れた生産者より集乳した高品質の特選牛乳である。容器は瓶、容量180mlと900mlの2種類。鳥取県産、生乳100%、無脂固形分8.6%以上、乳脂肪3.6%以上、120℃殺菌、賞味期限冷蔵13日、保存方法要冷蔵。

## 品質
- 「生乳鮮度重視推奨制度」に適合し、推奨された牛乳として「生乳」「乳質管理」「製造管理」に関する3つの基準を満たす[1]「生乳鮮度重視牛乳」の認定を受けている[2]。